# When Tomorrow Comes
When Tomorrow Comes ist ein US-amerikanischer Spielfilm mit Irene Dunne und Charles Boyer unter der Regie von John M. Stahl aus dem Jahre 1939. Es ist der zweite von drei gemeinsamen Filmen von Dunne und Boyer. Der Stoff wurde 1957 von Douglas Sirk unter dem Titel Der letzte Akkord erneut verfilmt.

## Handlung
Philip Andre Chagal, der bekannte französische Konzertpianist, hat gerade seine Tournee durch die USA beendet. Auf dem Weg zurück nach New York macht er eine kurze Rast in einem Kleinstadtcafé. Er wird von den Kellnerinnen, die gerade eine geheime Gewerkschaftsversammlung abhalten, für einen Spion der Geschäftsleitung gehalten. Helen, die Anführerin des Streiks, beeindruckt Monsieur Chagal durch ihren Charme und ihre natürliche Eleganz. Er verheimlicht ihr jedoch seine wahre Identität und Helen ist in dem Glauben, Chagal sei ein arbeitsloser Künstler. Philip bittet Helen, die letzten 72 Stunden, die er noch vor seiner Abreise hat, mit ihm zu verbringen. Sie mieten sich ein Segelboot und geraten in einen Sturm, der sie zwingt, Zuflucht in Philips stattlichem Anwesen in den Hamptons zu suchen. Endlich begreift Helen, wer ihr Galan wirklich ist. Beide gestehen sich ihre Liebe, doch Philip ist verheiratet. Eine Scheidung kommt nicht in Betracht, da Mrs. Chagal mittlerweile den Verstand verloren hat. Unter Tränen verzichtet Helen auf ihre Liebe und bleibt allein zurück.

## Hintergrund
Irene Dunne und Charles Boyer hatten Anfang 1939 mit der Leo-McCarey-Produktion von Love Affair einen großen finanziellen und künstlerischen Erfolg. Dunne erhielt für ihre Darstellung die vierte von insgesamt fünf Oscarnominierungen als beste Hauptdarstellerin und Boyer festigte sein Image als romantischer Liebhaber. Einige Monate später brachte John M. Stahl die beiden Stars erneut gemeinsam vor die Kamera in seiner Adaption von A Modern Cinderella, einer bislang unveröffentlichten Erzählung von James M. Cain. Dunne und Stahl hatten bereits 1932 bei Back Street und 1935 für Magnificent Obsession zusammengearbeitet. Die Schauspielerin kam nicht sonderlich gut aus mit dem Regisseur, der bestimmte Szene teilweise sehr oft wiederholen ließ, ehe sie ihm gefielen. Die Aussicht, wieder mit Charles Boyer vor der Kamera zu stehen, überwog am Ende allerdings ihre Vorbehalte. John M. Stahl strukturiert die Handlung in drei ungefähr gleich lange Segmente. Dabei musste er die meiste Zeit ohne fertiges Drehbuch auskommen, was die mitunter unlogischen und unplausiblen Handlungsbrüche im letzten Drittel erklären mag. So sollen insgesamt über 20 Autoren an dem Drehbuch mitgewirkt haben, auch wenn nur Dwight Taylor im Vorspann aufgeführt wird.
Die erste halbe Stunde zeigt das Aufeinandertreffen und die beginnende Liebe zwischen den beiden Protagonisten, die sich vor dem Hintergrund der Gewerkschaftstätigkeit von Dunne entwickelt.
Im zweiten Teil lässt Stahl die Handlungsstrang über die gewerkschaftlichen Aktivitäten und den anstehenden Streik der Kellnerinnen ohne Überleitung komplett wegfallen und konzentriert sich vollkommen auf die dramatische Entwicklung in der Beziehung zwischen den Liebenden. Der innere Aufruhr wird symbolisiert durch den ausbrechenden Sturm, der die Zwei in höchste Bedrängnis bringt. Den scheinbar sicheren Tod vor Augen offenbart Irene Dunne ihre wahren Gefühle gegenüber Boyer.
Der dritte Teil präsentiert dann ohne jede Einführung eine Konfrontation mit der Ehefrau von Boyer, die nach dem Tod des gemeinsamen Kindes den Verstand verloren zu haben scheint. Es bleibt letztlich unklar, ob Madeleine Chagal tatsächlich dem Wahnsinn anheimgefallen ist oder ob sie die Rolle der seelisch Kranken nur spielt, nachdem sie die Tiefe und Ernsthaftigkeit der Liebe zwischen Boyer und Dunne erkannt hat.
When Tomorrow Comes war an der Kinokasse so erfolgreich, dass in den nächsten Jahren nicht an Versuchen zahlreicher Studios fehlte, Irene Dunne und Charles Boyer wieder als Leinwandpaar zu präsentierten. Warner Brothers boten Dunne die Hauptrolle in All This and Heaven Too an, die am Ende jedoch an Bette Davis ging. Universal versuchte, die beiden für das Remake von Back Street zu begeistern, in dem schließlich Margaret Sullavan neben Boyer auftrat. Metro-Goldwyn-Mayer versuchte zunächst, Irene Dunne für Gaslight zu gewinnen, um am Ende Ingrid Bergman zu verpflichten. Erst 1944 drehten Dunne und Boyer wieder gemeinsam die Komödie Together Again. In späteren Jahren nannte Irene Dunne Charles Boyer gemeinsam mit Cary Grant als ihren Lieblingsfilmpartner.
1957 drehte Douglas Sirk ein Remake des Films mit June Allyson, Rossano Brazzi und Marianne Koch unter dem Titel Interlude. Elemente der Erzählung werden ebenfalls in dem Film Serenade mit Mario Lanza und Joan Fontaine von 1956 verwendet.

## Auszeichnungen
Auf der Oscarverleihung 1940 gewann When Tomorrow Comes in der Kategorie:
- bester Ton

## Kritiken
Die New York Times wies zu Recht darauf hin, dass der Blitz selten zweimal an derselben Stelle einschlägt und sich Erfolg nicht immer einfach duplizieren lässt

„Universals „When Tomorrow Comes“ […], ist eine ziemlich einschläfernd erzählte Romanze […]. Die Geschichte funktioniert nur deshalb, weil Charles Boyer und Irene Dunne für das Publikum versuchen, den Erfolg als tragische Liebende zu wiederholen, den sie vor einigen Monaten in „Love Affair“ hatten […] Mr. Boyer, versehen mit dem Charme, der ihn zu einem der wenigen echten Matinee Idole macht und Miss Dunne, immer eine angenehme und selbstsichere Schauspielerin, sind die einzig richtige Wahl, um der James Cain Geschichte Leben einzuhauchen.“

Der Daily Worker betonte taktvoll, wie unbekümmert Irene Dunne mit 41 immer noch wirke:

„Sie ist mit Sicherheit nicht der jüngste aller Stars, doch ihre Darstellung wirkt außerordentlich jugendlich und überaus selbstsicher.“